# Brezpilotno bojno letalo
Brezpilotno bojno letalo (UCAV) (ang. unmanned combat air vehicle tudi combat drone) je brezpilotno letalo, ki je po navadi oboroženo. Z zrakoplovom upravljajo operaterji (piloti) na zemlji.
UCAV-i imajo prednost pred letali s človeško posadko, da ne potrebujejo kokpita, ne potrebujejo krmilnih palic, katapultnega sedeža, sistema za presurizacijo in oklepa. Zato so plovila UCAV manjša, lažja in cenejša.Trenutna generacija brezpilotnih letal je še v povojih, večinoma imajo manjše sposobnosti kot primerljivi lovci.

## Primeri UCAV zrakoplovov
Opomba: nekateri zrakoplovi so samo koncepti in se ne bodo serijsko proizvajali
| Ime                  | Izdelovalec                                   | Država                                            |
| -------------------- | --------------------------------------------- | ------------------------------------------------- |
| A-10PCAS             | Elbit Systems                                 | Izrael                                            |
| Sky-X (TD)           | Alenia Aeronautica                            | Italija                                           |
| Eitan                | Israel Aerospace Industries                   | Izrael                                            |
| Harop                | Israel Aerospace Industries                   | Izrael                                            |
| Burraq               | Pakistanske letalske sile                     | Pakistan                                          |
| AURA                 | Defence Research and Development Organisation | Indija                                            |
| Taranis (TD)         | BAE Systems                                   | Združeno kraljestvo                               |
| Dassault nEUROn (TD) | Dassault Aviation                             | - Francija - Španija - Italija - Švedska - Grčija |
| Rustom (TD)          | Defence Research and Development Organisation | Indija                                            |
| Avenger              | General Atomics Aeronautical Systems          | ZDA                                               |
| X-47A (TD)/B (TD)/C  | Northrop Grumman                              | ZDA                                               |
| Armstechno Dulo (TD) | Armstechno                                    | Bolgarija                                         |
| Bateleur (TD)        | Denel Dynamics                                | Južna Afrika                                      |
| Anka-TP (SIHA)       | Turkish Aerospace Industries                  | Turčija                                           |
| Ra'd                 |                                               | Iran                                              |
| Karrar               |                                               | Iran                                              |
| Sofreh Mahi          |                                               | Iran                                              |
| Shahed 129           | Shahed Aviation Industries Research Center    | Iran                                              |
| Barracuda (TD)       | EADS                                          | - Nemčija - Španija                               |
| Skat                 | Mikoyan                                       | Rusija                                            |